# Groupe Perdriel
Pour les articles homonymes, voir Perdriel.
Le Groupe Perdriel est un groupe de presse français fondé par l'industriel Claude Perdriel en 1964.

## Historique
Le groupe Perdriel (ou groupe Nouvel Observateur) est un groupe de presse français dirigé par l'industriel Claude Perdriel (société des sanibroyeurs SFA PAR). Le groupe est né en 1964, avec la création de l'hebdomadaire Le Nouvel Observateur.
En mars 2008, Denis Olivennes a été nommé directeur général délégué du groupe par Claude Perdriel, qui souhaite « prendre du champ ». Denis Olivennes quitte le groupe pour Lagardère Active en 2010.
Le groupe a cédé en janvier 2014 les deux tiers du capital de l'hebdomadaire L'Obs (anciennement Le Nouvel Observateur) aux actionnaires du groupe Le Monde Pierre Bergé, Xavier Niel et Matthieu Pigasse. Cette offre concerne également le site internet d'information générale Rue89 (acquis par Perdriel en 2012), ainsi que les suppléments gratuits Obsession (spécialisé dans la mode, les tendances et la culture) et TéléObs. Le groupe conserve une participation de 34 %.
En juin 2016, le groupe Perdriel, propriétaire de Challenges et Sciences et Avenir, achète la société Sophia Publications, éditrice de La Recherche, L'Histoire, Historia et Le Magazine littéraire.
En novembre 2016, Claude Perdriel nomme Guillaume Malaurie directeur général délégué du groupe.
En décembre 2017, la direction de la société Renault annonce avoir acquis 40 % de la société Perdriel par le biais d’un accroissement de capital de cinq millions d’euros. Renault investit dans le groupe dans l’objectif d’offrir des contenus médias exclusifs aux propriétaires de ses futurs véhicules,.  
Courant 2019,, Renault devrait monter à 45% du capital du groupe de presse Perdriel en injectant 2,25 millions d'euros. Claude Perdriel investit environ 2,75 millions d'euros en augmentation de capital,.
En décembre 2019, Claude Perdriel rachète les parts de Renault.

## Titres édités
- Sciences et Avenir, magazine mensuel de vulgarisation scientifique.
- Challenges, premier news magazine économique en France.
- La Recherche, magazine scientifique, devenu trimestriel à la suite de la fusion avec Sciences et Avenir

## Titres disparus
- Adam, reprise du titre en 1966, revendu en 1969
- Le Matin de Paris, quotidien lancé en mars 1977 et suspendu en mai 1987.
- La Presse économique, hebdomadaire lancé en 1979 et suspendu en 1980.
- Le Nouveau Cinéma, magazine de cinéma publié entre octobre 1999 et septembre 2000, avant de fusionner au sein du supplément TéléObs du Nouvel Observateur le 12 octobre 2000[11] (créé en 1993).
- Triba, mensuel destiné aux familles recomposées, lancé en octobre 2001 et suspendu au bout du troisième numéro.

## Répartition du capital
- Claude Perdriel : 100 % (Renault est sorti du capital en décembre 2019)[12].